# لاسي بيرغ يونسن
لاسي بيرغ يونسن (بالنرويجية البوكمول: Lasse Berg Johnsen)‏ هو لاعب كرة قدم نرويجي في مركز الوسط، ولد في 18 أغسطس 1999 في ستافانغر في النرويج. لعب مع نادي فيكينغ.

## وصلات خارجية
- لاسي بيرغ يونسن على موقع اتحاد النرويج (النرويجية)
- لاسي بيرغ يونسن على موقع قاعدة بيانات كرة القدم.إي يو (الإنجليزية)
- لاسي بيرغ يونسن على موقع Soccerway.com (الإنجليزية)